# Daniel Pilon
Daniel Pilon (ur. 13 listopada 1940 w Montrealu, zm. 26 czerwca 2018 tamże) – kanadyjski aktor. Wystąpił w roli Renaldo Marchetta w serialu Dallas.

## Filmografia

### Filmy
| Rok  | Tytuł                  | Rola                    |
| ---- | ---------------------- | ----------------------- |
| 1969 | Brudna gra             | kapitan Allwood         |
| 1969 | Droga mleczna          | François                |
| 1975 | Brannigan              | John Gorman             |
| 1997 | Misja specjalna        | Admirał Crawford        |
| 1997 | Symbioza               | Strickland              |
| 1997 | Nie ufaj nikomu        | Richard Whitmore        |
| 2000 | Pozostawieni w tyle    | Jonathan Stonegal       |
| 2003 | Najlepsi z najlepszych | prezydent Rallye Canada |
| 2007 | Tylko strzelaj         | senator Rutledge        |
| 2010 | Krach                  | Harry Hunt              |

### Seriale
| Rok       | Tytuł             | Rola                      |
| --------- | ----------------- | ------------------------- |
| 1984–1985 | Dallas            | Renaldo „Naldo” Marchetta |
| 1983      | Masquerade        | Frank                     |
| 1983      | Cagney i Lacey    | Joe Klotzman              |
| 1983–1988 | Ryan’s Hope       | Max Dubujak               |
| 1989      | Guiding Light     | Alan Spaulding            |
| 1992      | Dni naszego życia | Gavin Newirth             |
| 2001      | Largo             | Charles Adam Arden        |
| 2001      | Rozkosz pożądania | Jack                      |